# Aeroporto de Barreirinhas
O Aeroporto de Barreirinhas - Lençóis Maranhenses (IATA: BRB, ICAO: SSRS). Possui uma pista, com 1500 metros de comprimento por 30 metros de largura. A pista inicial com cerca de 900 metros de comprimento foi desativada no ato da inauguração da nova pista. A companhia Azul Conecta operou com voos comerciais pelos destinos da rota das emoções até Março de 2025.

## Histórico
O governo do Maranhão chegou a iniciar a construção da segunda pista, que deveria ter 1620 metros, mas apenas 1500 metros foram completados. Segundo o deputado Manoel Ribeiro, as obras foram paralisadas e o ex-governador Jackson Lago teria entregue os recursos para a construção do aeroporto ao estado do Piauí. Os recursos teriam então sido empregados em obras no Aeroporto de Parnaíba.
O aeródromo esteve interditado, com a pista antiga recebendo aeronaves de pequeno porte de forma clandestina. Em agosto de 2012, comunicou-se que o aeroporto não seria liberado para funcionamento, devido a irregularidades cometidas na construção da nova pista, uma vez que a mesma foi concluída sem orientação do Departamento de Aviação Civil (DAC).
Porém, o aeroporto foi homologado pela Anac em janeiro de 2014, após vistoria técnica. O aeroporto já consta na lista da Anac de aeródromos públicos do Brasil, e seu código ICAO é SSRS. O terminal do aeroporto recebeu investimentos de R$ 3,9 milhões do Ministério do Turismo.
Em novembro de 2021, foi inaugurado o novo aeroporto de Barreirinhas, em uma área de 3.400 m², juntamente com um Centro de Atendimento ao Turista, uma loja de artesanato e a Superintendência de Turismo dos Lençóis Maranhenses, no valor de R$ 7 milhões.
Em fevereiro de 2022, foram entregues o Terminal de Passageiros do Aeroporto e o Centro de Convenções de Barreirinhas, no valor de R$ 6 milhões.